# Hepatica henryi
Hepática hénryi, или Anemóne henryi (лат.) — многолетнее травянистое растение, вид рода Печёночница (Hepatica) семейства Лютиковые (Ranunculaceae). Нередко весь род включается в состав рода Ветреница (Anemone).

## Ботанические описание
Цветоносный стебель 4—6 см высотой, густо шерстистый. Корневище около 2,5 см длиной, около 3 мм толщиной.
Листья прикорневые, в числе около шести, на черешках 4—12 см длиной, покрытых густым длинным опушением. Пластинка широкояйцевидная до округло-почковидной, с тремя часто слабо выраженными острыми на конце лопастями с 1—2 зубцами по краям, в основании глубоко сердцевидная, 1,5—5,5 см длиной и 2—8,5 см шириной. Молодые листья покрыты шерстистым опушением, затем оголяются. Стеблевые листья образуют чашечковидную обёртку, яйцевидные, волосистые, с тремя зубцами или цельнокрайные, 5—11 мм длиной и 3—6 мм шириной.
Цветки с 6 лепестковидными листочками околоцветника обратнояйцевидно-продолговатой или узкоэллиптической формы, 8—12 мм длиной и 3—5,5 мм шириной, с внешней стороны волосистые.
Плод — многоорешек, орешки в числе около 10, опушённые, с отогнутыми носиками.

## Экология и распространение
Встречается в лесах и по склонам холмов. Эндемик Китая, встречается от Сычуани на западе до Хунани на востоке.

## Таксономия и систематика
Вид назван именем ирландского ботаника и китаеведа Августина Генри (1857—1930).

### Синонимы
- Anemone henryi Oliv., 1887
- Anemone yamatutae (Nakai) H.Hara, 1958
- Hepatica yamatutae Nakai, 1937